# Maisemore
Maisemore is een civil parish in het bestuurlijke gebied Tewkesbury, in het Engelse graafschap Gloucestershire met 458 inwoners.